# Samara Airlines
Samara Airlines (Russisch: Самара авиакомпания) was een Russische luchtvaartmaatschappij met hoofdkantoor in Samara. Vanuit deze thuisbasis voert zij passagiers- vracht- en chartervluchten uit binnen Rusland en naar omringende landen en China.

## Geschiedenis
Samara Airlines is in 1993 ontstaan uit Aeroflots Kuibyshev divisie.In 2004 vormde ze samen met KrasAir, Sibaviatrans, Omskavia en Domodedovo Airlines de alliantie AirBridge welke in 2005 werd omgedoopt in AiRUnion.

## Diensten
Samara Airlines voert lijnvluchten uit naar: (juli 2007)
Binnenland:
- Adler/Sotsji, Irkoetsk, Krasnodar, Mineralnye Vody, Moskou, Nizjnevartovsk, Norilsk, Novosibirsk, Novy Oerengoj, Oefa, Sint-Petersburg, Samara, Soergoet

Buitenland:
- Bakoe, Doesjanbe, Nachitsjevan, Hurghada, Tasjkent, Jerevan

## Vloot
De vloot van Samara Airlines bestaat uit: (juli 2007)
- 7 × Tupolev Tu-134A
- 5 × Tupolev Tu-154M
- 1 × Yakolev Yak-40
- 2 x Yakolev Yak-42

Lijndiensten worden ook gevlogen met Boeing 737 vliegtuigen van partners in AirUnion. In bestelling zijn twee Antonov An-140-vliegtuigen.